# Noblesse belge
La noblesse belge (néerlandais : Belgische adel ; allemand : Belgischer Adel) désigne, au sein du royaume de Belgique, les personnes et  familles qui ont fait l'objet de la part du roi des Belges d'un anoblissement (avec ou sans concession de titre), d'une reconnaissance de noblesse (avec ou sans concession de titre) conférée antérieurement par des souverains ayant régné sur les territoires qui forment aujourd'hui le royaume de Belgique (Pays-Bas bourguignons (1384-1556), Pays-Bas méridionaux (1556-1795), Saint-Empire, Pays-Bas (1815-1830)), ou encore d'une admission dans la noblesse belge d'une noblesse étrangère. Aucun privilège n'est attaché à la noblesse ni aux titres qui figurent au registre national ainsi que sur les documents d'identité.
Sur les 1 200 familles (environ) qui constituent la noblesse belge, environ un tiers (± 400 familles) trouve son origine dans la noblesse des Pays-Bas méridionaux et du Saint-Empire, avec des influences issues du système nobiliaire des Habsbourg. Les deux tiers restants (± 800 familles) ont été anoblis dans le courant du XIXe siècle, XXe siècle et XXIe siècle, par les rois des Belges, pour services éminents rendus à la nation.
La Belgique est l'une des rares monarchies à avoir conservé sa politique d'anoblissement. Ce renouvellement continu par les anoblissements des grands capitaines d’industries (Boël, Vaxelaire, Empain, ...) a permis à la noblesse de rester le « gant de l’économie ». De nombreuses familles nobles belges restent très présentes dans le monde des affaires en Belgique.

## Origine de la noblesse belge

### Ancien Régime

#### Les Pays-Bas espagnols (1556–1713)

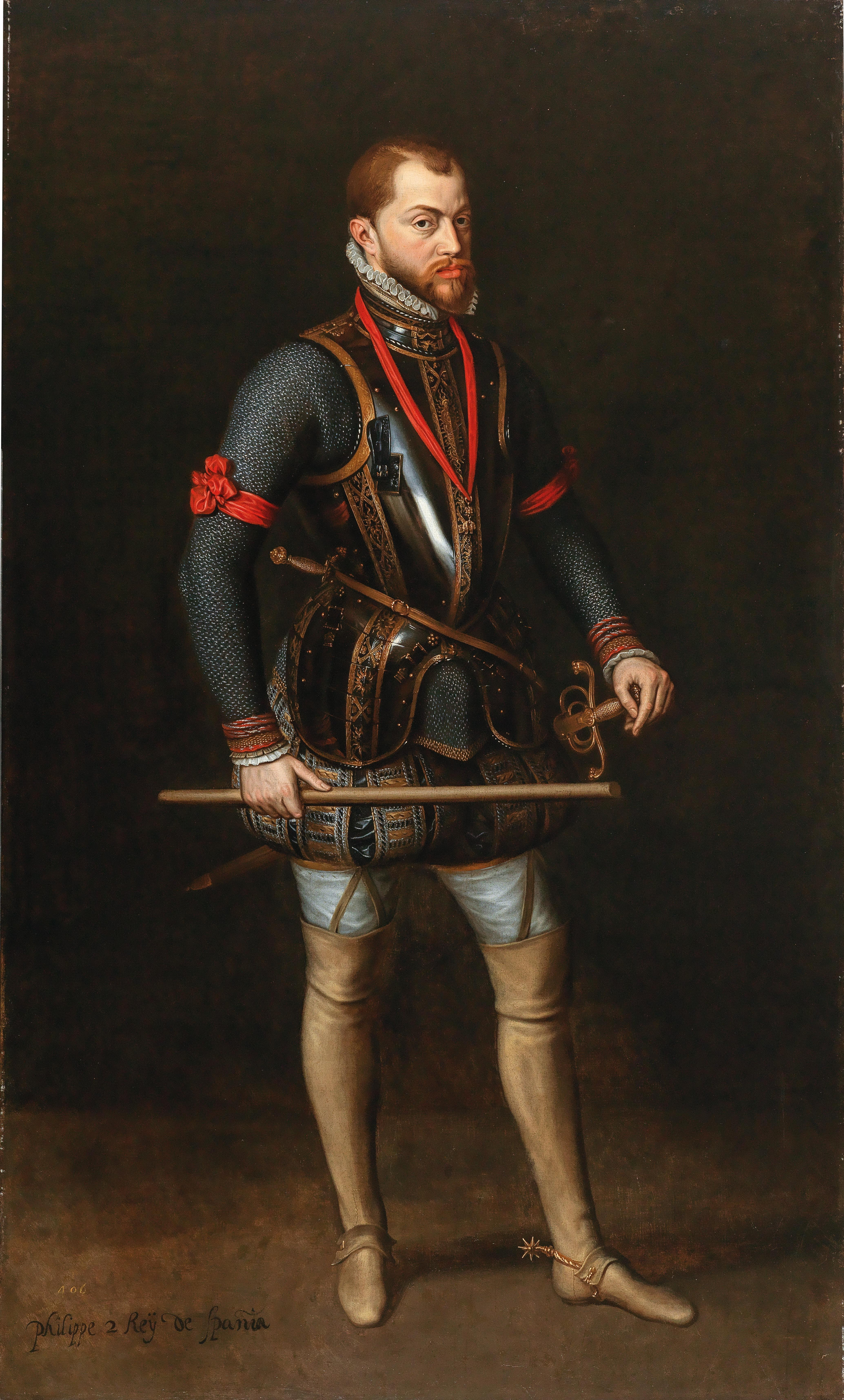
Philippe II d'Espagne, souverain des Pays-Bas espagnols de 1555-1598.

La noblesse belge plonge ses racines dans celle des Pays-Bas méridionaux sous l'Ancien Régime, d’abord dans les Pays-Bas espagnols et ensuite les Pays-Bas autrichiens.
Trois textes juridiques régissent la qualité nobiliaire, les trois édits royaux de Philippe II d'Espagne du 23 septembre 1595, de l'archiduc Albert VII le 14 décembre 1616 et de Marie-Thérèse d'Autriche en 1754.
Philippe II est le premier à réglementer le système nobiliaire, il ne fit que continuer le travail entrepris par Charles Quint, qui s'occupa de distinguer la noblesse par la somptuosité des vêtements. Un édit du 27 mai 1550 réserva l'usage des étoffes de brocart d'or et d'argent, ou de velours, de satin ou taffetas, mêlées, brodées ou brochées d'or ou d'argent, et généralement de toutes les broderies, galons, franges et passementeries, aux chevaliers de la Toison d'or, ainsi qu'aux commandants et capitaines des ordonnances royales.
Le roi Philippe II d'Espagne, soucieux de distinguer les familles nobles, comme son père Charles Quint le fit avec les récipiendaires de la Toison d'or, promulgua le 23 septembre 1595 un édit : il contenait la forme et la manière qu'on doit observer dans les traitements et courtoisies, tant par la paroles que par écrit, ainsi que dans le port des couronnes et timbres, en quelque lieu que ce soit. L'édit spécifiait également qu'il était défendu de donner les titres d'excellence et de monseigneur à qui que ce fût, et de se servir des mots « votre seigneurie » et « votre illustre » mais aussi de commencer une lettre autrement que par le mot « monsieur » ou « messire ». S'adressant une dame, il fallait l'appeler «mademoiselle », à moins qu'elle ne fût épouse ou veuve de chevalier, auquel cas c'était « madame ».
L'édit du 23 septembre 1595 fut un grand changement dans la législation nobiliaire. Auparavant vague et indéterminée (ce qui provoqua des usurpations fréquentes du titre de baron), elle devient codifiée et des règles strictes ont structuré plus encore ces dignités royales. D'ailleurs, c'est sous cet édit de Philippe II que naquit l'existence de trois espèces de nobles : nobles de race (ceux qui sont issus d'une ancienne noble race de sang et de maison), nobles par lettre d'anoblissement (ceux ou leurs prédécesseurs paternels, en ligne directe masculine, qui auront été honorés par lettres patentes) et nobles par prescription (ceux ayant vécu et s'étant comporté publiquement et notoirement en personnes nobles).

Albert VII d'Autriche, souverain des Pays-Bas espagnols de 1598-1621.

L'édit de l'archiduc Albert VII d'Autriche fut également une importante avancée dans la législation nobiliaire ; il consacra la protection des armoiries nobles et stipula les conditions permettant de déchoir des nobles de leurs titres ; notamment, s'ils exercent une profession contraire à la dignité requise pour être digne de la noblesse. Précédemment, les bâtards et enfants illégitimes ne furent jamais admis à jouir des prérogatives de la noblesse. Albert VII changea cette règle et le permit aux enfants légitimés par lettres patentes ; néanmoins cette descendance ne pouvait se prévaloir des mêmes armoiries.
Sous l'édit de Philippe II, trois catégories de nobles existaient. L'archiduc en créa une quatrième : l'anoblissement par charges. Il y a avait deux sortes de charges anoblissantes : les charges civiles et les charges militaires. Ces charges correspondaient aux grands corps judiciaires, politiques et mêmes administratifs des Pays-Bas méridionaux, ainsi que les principaux officiers royaux : conseillers du conseil privé, conseillers du grand conseil et des conseils provinciaux ainsi qu'aux receveurs généraux, aux baillis, drossarts, écoutètes, mayeurs, prévôts et d'autres encore.
Ce fut également un changement quant à la possession de terres nobles. À dater de l'édit de 1616, cette possession n'eut plus d'autre effet direct sur la condition des personnes, que de conférer le titre de seigneur avec les droits et prérogatives attachés à ce titre. En acquérant, d'une manière quelconque, une terre, un fief ou une seigneurie décorée d'un nom noble, on devenait seigneur du lieu, mais on ne pouvait en prendre ni le nom, ni les armes. Cependant, si la terre était décorée de quelque titre d'honneur, tel que baronnie, vicomté, comté, marquisat, principauté ou duché, l'acquéreur étant noble ne pouvait prendre ce titre qu'après en avoir obtenu la confirmation du souverain.

#### Les Pays-Bas autrichiens (1713-1795)

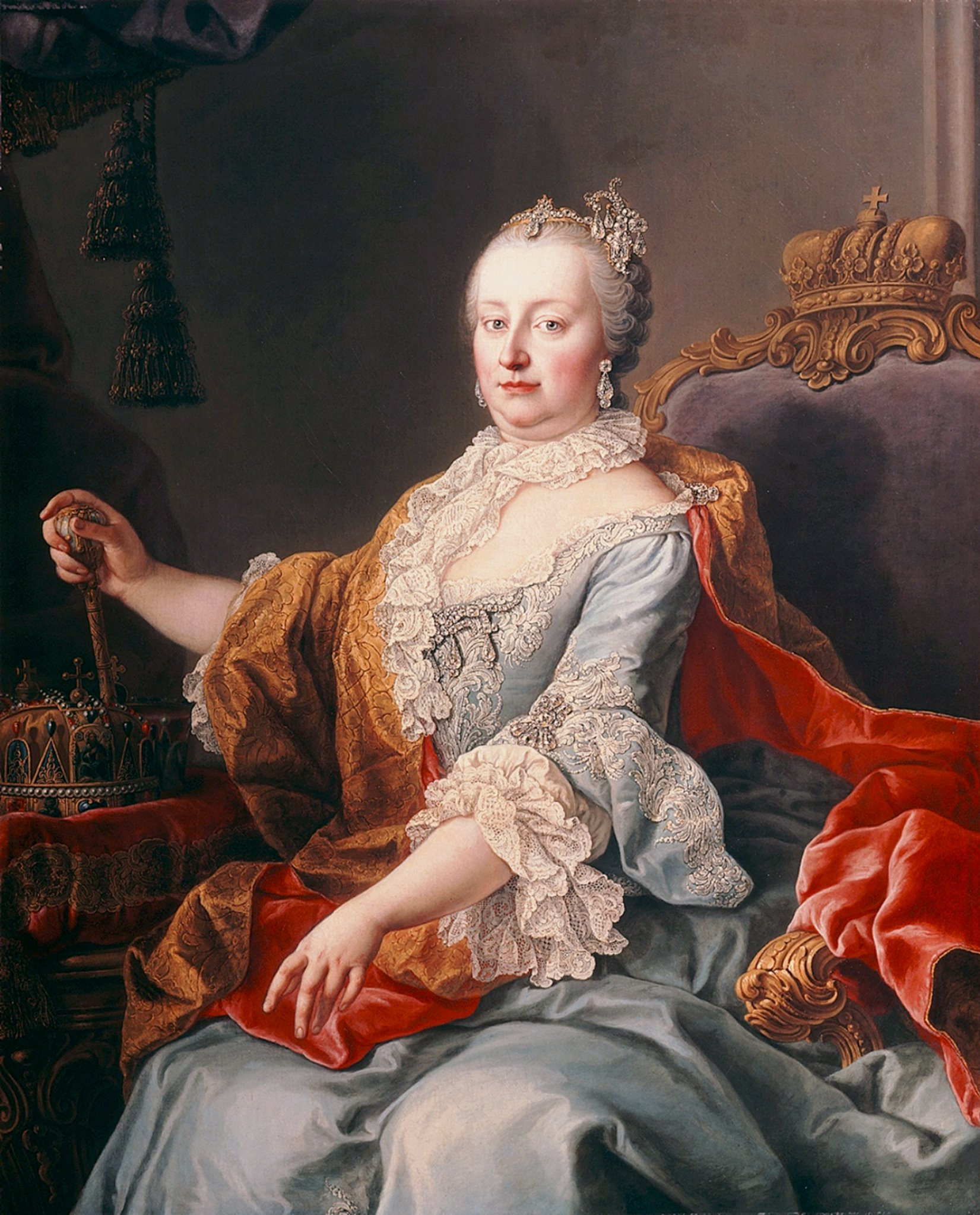
Marie-Thérèse d'Autriche, souveraine des Pays-Bas autrichiens de 1740-1780.

Le troisième édit fut promulgué le 11 décembre 1754 par l'impératrice Marie-Thérèse d'Autriche ; il reprend en grande partie l'édit de l'archiduc Albert VII. Il fixa les règles d'octroi du titre d'écuyer et d'armoiries, et réaffirma l'interdiction de s'affubler de titre ou honneurs appartenant à la noblesse, à moins d'être noble selon les quatre catégories de noblesse : race, anoblissement, prescription et charge. Il institua également une chambre héraldique, composée de tous les rois et hérauts d'armes du pays, délibérant et agissant en corps dans toutes les circonstances.
Il réaffirma les conditions de propriété d'une terre noble, et confirma qu'il ne suffisait pas d'une possession d'une terre noble pour justifier une noblesse par possession. Pour cela, il fallait que la terre noble fut transmise de père en fils, jusqu'à la quatrième génération, pour qu'elle puisse servir à prouver une existence noble remontant jusqu'au bisaïeul. Mais il y avait d'autres conditions à remplir : vivre noblement et en gentilhomme, dans une terre noble et vivre du produit de cette terre ; par « vivre en gentilhomme », il fallait entendre « vivre en homme d'honneur et de cœur ».
L'impératrice Marie-Thérèse d'Autriche voulut mettre un terme à des difficultés qui augmentaient d'autant plus qu'on s'éloignait du point de départ. Sous prétexte d'établir des règles uniformes et d'augmenter le lustre de l'ancienne noblesse, elle éleva à seize le nombre de quartiers exigés dans les chapitres nobles, et supprima toute autre preuve d'origine. Outre les modes ordinaires d'acquérir la noblesse, les femmes disposaient d'un autre mode qui leur était propre : les roturières s'anoblissaient en épousant un homme noble. D'autres règles étaient plus anecdotiques, comme limiter aux femmes des ducs, princes et marquis, d'avoir des robes à traines. L'édit défend aux personnes non nobles de donner à leurs domestiques un habit de plus d'une couleur.

### Naissance de la noblesse belge

#### Les Pays-Bas (1815–1830)

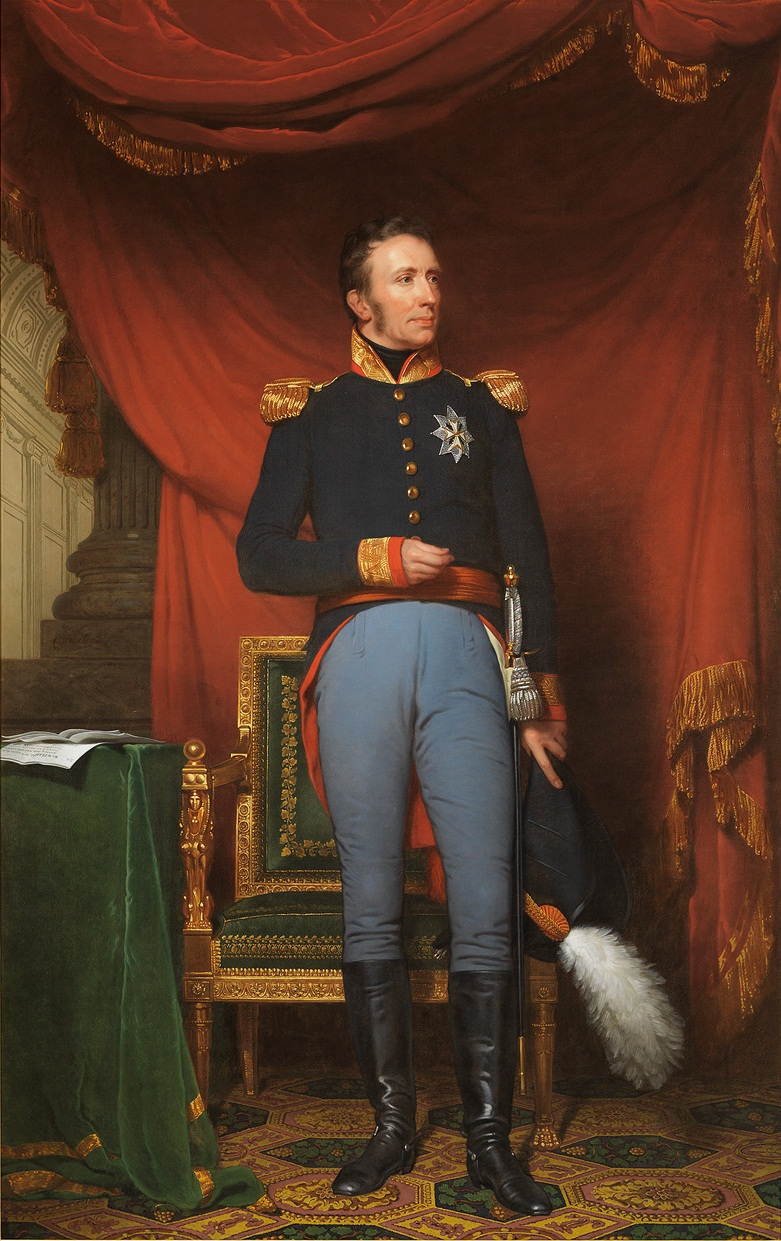
Guillaume Ier, roi du royaume uni des Pays-Bas de 1815 à 1839.

Ces règles furent abolies dès le 1er août 1814, lors de la création du royaume uni des Pays-Bas dont le roi devint Guillaume Ier. Bien que les privilèges féodaux de la noblesse fussent supprimés, le nouveau régime tenait, pour s'allier la noblesse et profiter de sa collaboration, à lui donner un statut spécifique. C'est ainsi que les nobles constituaient le premier des trois ordres des États provinciaux : les corps équestres (réservés aux nobles). La loi fondamentale leur réserva en outre certains privilèges mineurs, tels que le libre droit de chasse dans tout le royaume.
Pour faire fonctionner les États provinciaux, il fallait avoir des corps équestres dans toutes les provinces. Pour les provinces de Gueldre, de Hollande, d'Utrecht, d'Overijssel et de Drenthe, on pouvait recourir aux corps équestres d'avant 1795. Pour les autres provinces, qui n'avaient pas de corps équestres proprement dits, il fallait en constituer un. Des complications se présentèrent alors, surtout dans une province comme la Hollande : le nombre des familles nobles d'avant 1795 était trop peu important en 1814 pour former une représentation vraie et juste. Dans les grandes villes, bien des familles de magistrats menaient un train de vie égal, ou même supérieur, à celui de l'ancienne noblesse. Un Conseil suprême de noblesse fut institué le 24 juillet 1814 pour conseiller le roi sur l'administration nobiliaire.
Les personnes nommées dans les corps équestres le furent sans titres, c'est-à-dire avec seulement, dans les prénoms, les prédicats de « jonkheer » (pour les hommes) ou de « jonkvrouw » (pour les femmes), s'ils n'avaient pas de titres légitimes provenant d'un monarque des Pays-Bas méridionaux. Après 1814, le roi Guillaume Ier permit de demander éventuellement la reconnaissance des titres provenant de diplômes étrangers ou portés dans les familles depuis plus d'un siècle. Depuis 1814, cent quatre-vingt-trois familles furent nommées dans les corps équestres des Pays-Bas septentrionaux, vingt-quatre furent reconnues, cent une incorporées, et deux cent cinquante reçurent une concession. Depuis 1939, aux Pays-Bas, il n'y a plus de concession de noblesse.

#### La Belgique (de 1830 à nos jours)

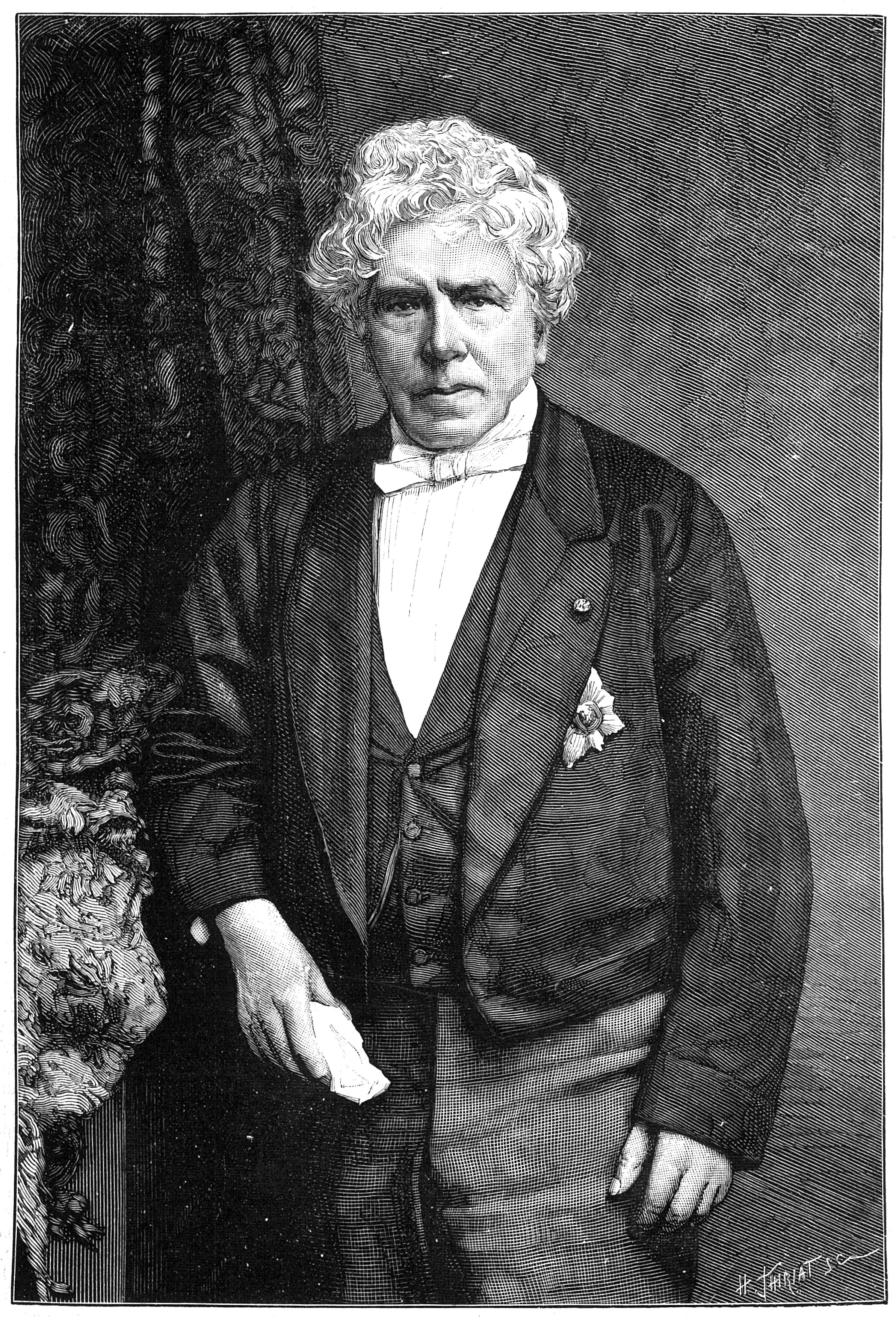
Charles Rogier, premier ministre belge de 1847 à 1852.

En 1831, le Congrès national, chargé d'établir la nouvelle Constitution belge, se posa la question de savoir s'il fallait octroyer au roi des Belges le droit d'anoblir. Le député Pierre Seron fut le premier à contester cet article : il n'était pas opposé à l'octroi d'une noblesse personnelle, mais contre le fait qu'elle puisse être héréditaire, arguant que la vertu ne se transmet pas de père en fils. Le député libéral ne voyait pas l'utilité d'une noblesse dans une monarchie constitutionnelle ; il pensait que cela entravait l'égalité entre les citoyens mais aussi l'union entre eux. Le député Lucien Jottrand alla dans ce sens : il considérait que la noblesse ancienne était, elle, un souvenir des temps anciens qu'il est impossible de faire disparaitre.
Celui qui deviendra par la suite premier ministre, Charles Rogier, plaida pour que le roi puisse anoblir ; il craignait la sanctuarisation des titres de l'ancien régime par le manque de renouvellement, que cela ne lui donne d'autant plus d'éclat qu'elle est moins prodiguée ; enfin, que cela détournerait la jeunesse des actes héroïques et patriotiques. Il prétendait en outre que cela perpétuerait une caste à part, d'autant plus fière que le nombre de ses membres serait plus restreint. Charles Rogier considéra que la noblesse, qui ne jouissait d'aucun privilège, n'était pas incompatible avec l'égalité entre les citoyens.
Le Congrès national trancha en faveur de Charles Rogier, décida qu'il n'y aurait plus aucune distinction d'ordres mais accorda au roi des Belges le droit de « conférer des titres de noblesse sans jamais y attacher aucun privilège ». Certains hommes politiques, tel Eugène Defacqz, eurent des mots très durs sur cette noblesse.
En Belgique, la noblesse ne constitue ni un ordre, ni une classe sociale mais une distinction honorifique. L'octroi d'un titre de noblesse est une prérogative exclusive de la Couronne, exercée librement et souverainement de la manière que le roi des Belges juge la plus appropriée.

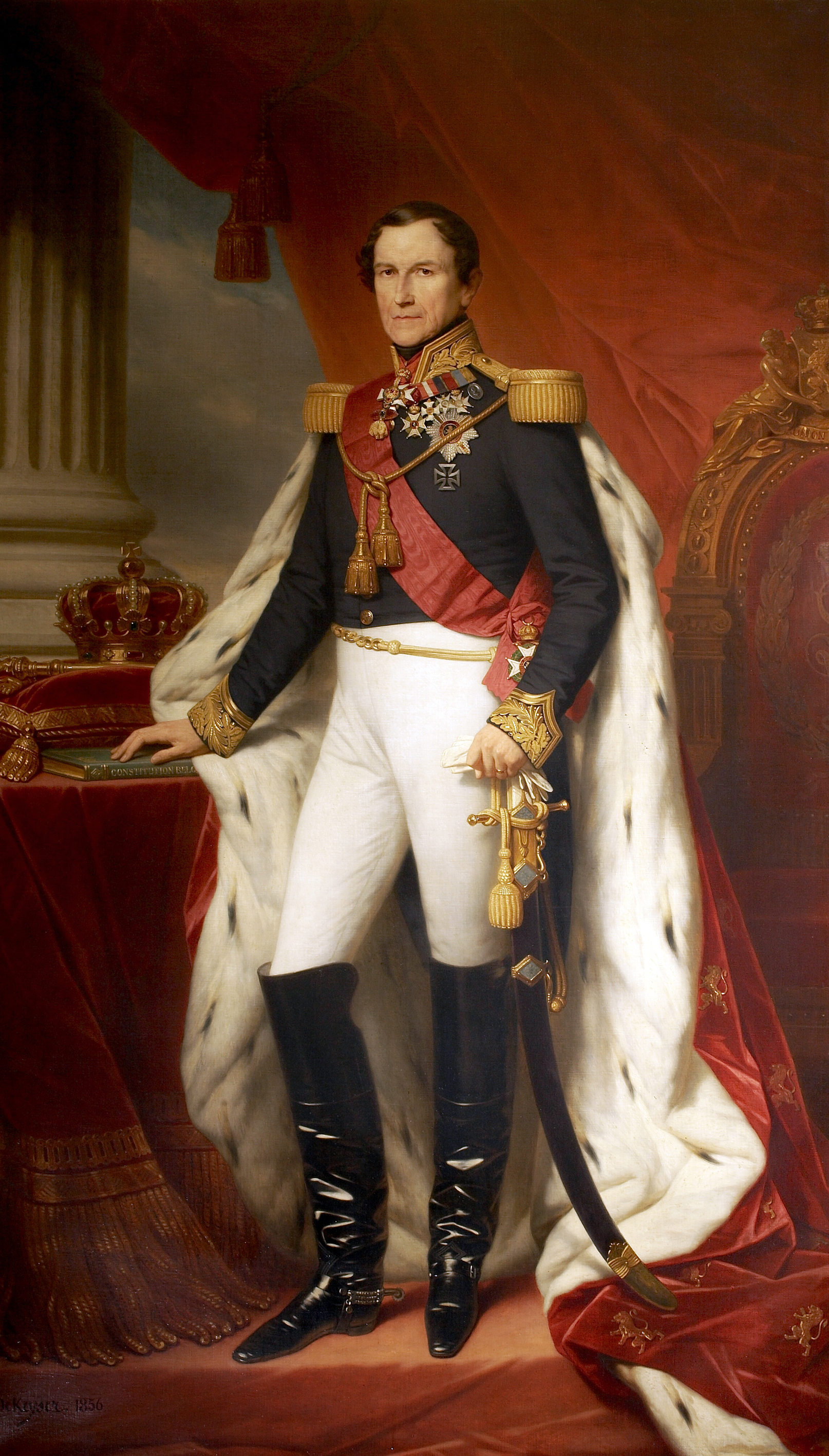
Léopold Ier, roi des Belges de 1831 à 1865.

En Belgique, malgré la reconnaissance de la noblesse, les catégories de noblesse (race, anoblissement, prescription et charge) ont disparu. Certaines maisons de noblesse de races (antérieures à 1270) subsistent encore de nos jours. Citons, par exemple, les familles : d'Arschot Schoonhoven, de Beaufort-Spontin, de Briey, de Croÿ, d'Hemricourt, de Lannoy, de Ligne, de Liedekerke, de Lalaing, de Lichterveld, de Merode, d'Oultremont, de Trazegnies, Vilain XIIII, de Limburg Stirum, de Looz-Corswarem, de Beauffort, d'Arenberg, van Zuylen van Nievelt,...
La noblesse belge a joué un rôle important dans l'histoire de la Belgique, notamment dans le domaine militaire, politique et le mécénat. Au cours des siècles et jusqu'à ces dernières guerres, elle a versé son sang. En 1830, signalons le comte Frédéric de Merode, glorieusement tombé à la tête des volontaires devant Anvers. Au cours des deux guerres mondiales, les nobles ont tenu à donner l'exemple. Leurs pertes sont hors de proportion avec leur nombre restreint parmi les quelque dix millions de Belges. Parmi les militaires, issus de la noblesse belge, on peut citer : le comte André de Meeûs d'Argenteuil, le baron Alphonse Jacques de Dixmude, l'écuyer Léon de Witte de Haelen, le comte Hippolyte de Looz-Corswarem, le comte Louis-Antoine de Bryas, l'écuyer Constantin d'Hane-Steenhuyse, le comte Adrien d'Oultremont, le baron Emmanuel van der Linden d'Hooghvorst, le baron Théophile Wahis, l'écuyer Robert de Wilde d'Estmael...
Sur le plan politique, au Congrès national de 1830 à 1831, sur deux cents constituants, soixante et onze appartenaient à la noblesse. On peut d'ailleurs noter leur sens des réalités quand ils ont accepté la suppression des derniers privilèges politiques et doté le pays d'un régime démocratique, tout en maintenant le principe d'une noblesse nationale régulièrement renouvelée. Durant le siècle suivant, nombre de hautes charges ont continué à être exercées par des nobles (sénateurs, ambassadeurs, ministres). On peut citer : le prince Charles de Gavre, le comte Albert Goblet d'Alviella, le comte Barthélemy de Theux de Meylandt, le duc Robert d'Ursel, le baron Jules d'Anethan, le comte Henry Carton de Wiart, le victomte Charles Vilain XIIII, le baron Adolphe de Vrière, le prince Eugène Ier de Ligne, le comte Guillaume d'Aspremont Lynden...

## Titres de noblesse

### Hiérarchie nobiliaire
La hiérarchie nobiliaire en Belgique s'est inspirée de la situation réintroduite aux Pays-Bas à partir de 1815. Un rapport est soumis au roi Léopold Ier par le comte Barthélemy de Theux de Meylandt, son chef de cabinet, le 12 décembre 1838,.
Diverses dispositions réglementaires en matière de noblesse sont proposées. Et même si ces dispositions n'ont pas fait l'objet d'un arrêté royal officiel, le roi n'y a pas moins apposé sa signature, de façon à les rendre applicables. Il est prévu par exemple que « L'ordre des nobles entre eux doit être celui adopté sous le gouvernement précédent, qui est, en allant de l'inférieur au supérieur, écuyer, chevalier, baron, vicomte, comte, marquis, duc et prince ». Outre des dispositions concernant les armoiries, ce rapport prévoit également que les prédicats de « Messire » ou de ses équivalents flamands « Jonkheer », « Hoogwelgeboren » ou « Hoogeboren » peuvent être utilisés.
| Titre                              | Nombre         | Appellation                           |
| ---------------------------------- | -------------- | ------------------------------------- |
| Prince/Princesse                   | 11 familles    | S.A.S Prince/Princesse (prénom + nom) |
| Duc/Duchesse                       | 4 familles     | Duc (prénom + nom)                    |
| Marquis/Marquise                   | 10 familles    | Marquis (prénom + nom)                |
| Comte/Comtesse                     | ± 85 familles  | Comte (prénom + nom)                  |
| Vicomte/Vicomtesse                 | ± 35 familles  | Vicomte (prénom + nom)                |
| Baron/Baronne                      | ± 325 familles | Baron (prénom + nom)                  |
| Chevalier/Pas d'équivalent féminin | ± 120 familles | Chevalier (prénom + nom)              |
| Ecuyer/Pas d'équivalent féminin    | ± 500 familles | Messire (prénom + nom), écuyer        |

#### Acquisition d'un titre nobiliaire
Selon le droit nobiliaire, il existe trois modes d'acquisition de la noblesse :

##### Anoblissement
Faveur réservée aux citoyens belges, la concession d'un titre de noblesse est un droit exercé souverainement par le roi des Belges, en vertu de l'article 113 de la Constitution. Il dispose que « Le roi a le droit de conférer des titres de noblesse, sans pouvoir jamais y attacher aucun privilège ». Dans l'exercice de ce droit, le roi des Belges jouit d'une liberté absolue, le monarque choisit librement le titre de noblesse qu'il désire accorder et en fixe la dévolution (personnelle, primogéniture masculine ou héréditaire).
Selon l'usage, en matière d'anoblissement, il existe deux modes de concession de noblesse : Le premier est celui d'une concessions motu proprio, c'est-à-dire qu'elle émane de l’initiative personnel du roi des Belges. Le second est celui des concessions accordées sur requête motivée au souverain par l’intéressé lui-même ou un tiers. Le roi est assisté dans cette seconde démarche par une Commission d’avis sur les faveurs nobiliaires. Cette commission consultatieve propose chaque année une liste de huit personnes successibles d'être anoblis.

##### Reconnaissance
Elle est réservée aux citoyens belges, qui descendent en ligne directe, légitime et masculine d’un ancêtre qui appartenait à la noblesse jusqu’à l’abolition de la noblesse à la période française, en 1795. Tout comme l'anoblissement, la reconnaissance d'un titre de noblesse est un droit exercé souverainement par le roi des Belges, en vertu de l'article 113 de la Constitution. Ne s'agissant pas d'un droit mais d'une faveur, le roi des Belges est libre de l'accepter ou de la refuser, même dans le cas où le requérant remplit les conditions pour  l'obtenir. Par ailleurs, une reconnaissance par voie judiciaire échouerait car elle violerait l'article 113 de la Constitution.

##### Admission
Elle est réservée aux citoyens belges naturalisés, qui descendent en ligne directe, légitime et masculine, d’un ancêtre de nationalité étrangère, qui appartenait à la noblesse officielle dans son pays d’origine. Tout comme l'anoblissement et la reconnaissance, l'admission d'un titre de noblesse étranger est un droit exercé souverainement par le roi des Belges, en vertu de l'article 113 de la Constitution. Pour une telle reconnaissance, il faut deux générations de nationalité belge. Le roi des Belges peut demander l'avis du Conseil de noblesse, qui juge de l'opportunité. Au cas où celui-ci admet le titre, il ne devra pas nécessairement être maintenu dans la forme et la dévolution qu'il avait dans son pays d'origine.

#### Transmission d'un titre nobiliaire

##### Statut de noble
Tous les descendants légaux et directs, sans distinction de sexe, sont admis dans la noblesse (si la noblesse est héréditaire); la dénomination « descendants légaux » s’entend par « né d’un mariage ». La différence de traitement entre des enfants nés durant le mariage ou ceux nés hors mariage, ne constitue pas une violation du principe d'égalité ; en effet, le port d'un titre de noblesse ne résulte pas d’un droit mais d'une faveur accordée par le roi des Belges. Il ne confère aucun privilège ou statut particulier et n’engendre dès lors aucune discrimination, positive ou négative, devant la loi. L'état noble est toujours hérité de la lignée masculine, la noblesse ne peut être transférée par des personnes de sexe féminin : les filles d'un noble appartiennent à la noblesse, mais les enfants de ces filles n'appartiendront pas à la noblesse sauf, naturellement, s'ils sont nés d'un mariage avec un noble.

##### Titres de noblesse
Ils peuvent être transmis de trois façons , qui sont spécifiées dans les lettres patentes : les titres héréditaires, transférables à toute la descendance masculine et féminine, les titres par primogéniture masculine, transférables à la première descendance masculine, les titres transmissibles par progéniture masculine, transférables à toute la descendance masculine. Les titres personnels, qui ne se transmettent pas deviennent caducs au décès du titulaire ; néanmoins, la veuve a le droit de conserver le titre de son mari décédé.
Il existe une spécificité pour les titres issus de l'érection d'une terre durant l'ancien régime, transmissibles par primogéniture masculine. La tradition nobiliaire est différente : si le porteur d'un titre de noblesse décède sans descendance masculine, les armes et les titres passent à l'aîné de la branche puinée dudit porteur (peu importe le degré de parenté) ; ces titres ne s'éteignent qu'avec le décès du dernier descendant mâle du premier porteur du titre.

##### Nom de famille
À la suite de la réforme du 1er juin 2014 sur les noms de famille, les parents peuvent choisir de donner le nom de la mère ou le nom du père, voire les deux. Le titre de noblesse héréditaire ne se transmettant que par le nom du père, l’association de la noblesse du royaume de Belgique (ANRB) a formulé ses propositions :
- Nom du père : rien ne change, l'enfant hérite du titre ;
- Nom de la mère : pas de transmission de noblesse, même si la mère est noble ;
- Nom du père suivi du nom de la mère : transmission de noblesse du père ;
- Nom de la mère suivi du nom du père : pas de transmission, même si la mère est noble.

### Statut nobiliaire

#### Législation en vigueur
- En droit constitutionnel :

La concession de noblesse est régie par l'article 113 de la Constitution. Il dispose que « Le roi a le droit de conférer des titres de noblesse, sans pouvoir jamais y attacher aucun privilège ». C’est un pouvoir exclusif du roi, qu’il décide souverainement. Par « conférer », il faut entendre : l’anoblissement (une personne non noble, recevant une concession de noblesse), la reconnaissance (citoyen belge, dont un ancêtre en ligne directe et masculine aurait reçu un titre de noblesse) ou l’admission (étranger devenu belge qui, dans son ancien pays, portait un titre de noblesse).
On peut néanmoins estimer que le porteur d'un titre de noblesse conserve deux privilèges : en premier, le droit de faire précéder son nom de son titre de noblesse, et qu'ils soient mentionnés sur les documents officiels ainsi que ceux de l'administration ; en second, le droit de d'user de ses armoiries nobles, protégées en vertu de l'article 231 du Code pénal (comme étant un accessoire du nom).
En matière nobiliaire, les cours et tribunaux n’ont qu’une compétence : interpréter et constater l’existence d’un droit à porter un titre de noblesse. Ce sont les lettres patentes qui font foi du titre de noblesse et des modalités de sa transmission, les juges ne peuvent déroger à ce principe, au risque de commettre un abus de pouvoir en violant l'article 113 de la Constitution.
Ce principe a été réaffirmé dans un arrêt de la cour d'appel de Bruxelles le 3 décembre 2009 : un dénommé « comte d' » réclamait que son fils puisse porter son titre de noblesse, les lettres patentes spécifiant qu'il s'agissait d'un titre héréditaire. Or, les parents dudit garçon n'étant pas mariés, l'officier de l'état civil a refusé de mentionner dans l'acte de naissance le titre de comte, ce que le dénommé « comte d' » contesta devant la cour d'appel. La juge trancha en faveur de l'officier de l'état civil, au motif que les lettres patentes spécifiaient que le titre était transmissible aux enfants nés d'un mariage légitime ; ce qui n'était ici pas le cas.
- En droit pénal :

En Belgique, les titres de noblesse sont protégés juridiquement. L’article 230 du Code pénal  assure, du point de vue répressif, le respect de cette prérogative royale : « Sera puni d'une amende de deux cents [euros] à mille [euros], quiconque se sera publiquement attribué des titres de noblesse qui ne lui appartiennent pas ». Le code pénal protège aussi les noms de familles, étant indissociables du titre, et les armoiries, qui sont un accessoire du nom. L'article 231 du Code pénal assure le respect de ce principe, disposant que « quiconque aura publiquement pris un nom qui ne lui appartient pas sera puni d'un emprisonnement de huit jours à trois mois, et d'une amende de vingt-cinq [euros] à trois cents [euros], ou d'une de ces peines seulement ».
Il faut préciser : l’expression « qui ne lui appartient pas » doit s’interpréter au sens : « qu’il n’a pas droit de le porter ». L’article 230 du Code pénal vise : celui qui porte un titre de noblesse qui ne lui a jamais été conféré, celui qui porte un titre de noblesse différent de celui inscrit au registre national, celui qui s’est vu interdire le droit de porter le titre de noblesse à la suite d'une condamnation. Ne sont pas concernés : les personnes de noblesse étrangère, portant légalement un titre de noblesse dans leur pays, ainsi que les Belges ayant reçu un titre de noblesse étranger, à la condition d'en mentionner l'origine, comme « comte pontifical », « baron du Saint-Empire », etc, ; ces titres sont des titres de courtoisie et ne sont pas reconnus légalement.
En Belgique, la noblesse n'étant pas un ordre et, ne comportant pas de privilèges, la dérogeance n'existe pas. Néanmoins, l'article 31 du Code pénal prévoit le prononcé de l'interdiction à perpétuité de porter un titre de noblesse quand un membre de la noblesse est condamné à une détention ou réclusion à 10 ans ou plus.

#### Des nobles belges et étrangers
- Des nobles belges à l'étranger

Le code civil indique que les lois belges concernant l'état et la capacité des personnes s'appliquent aux Belges, même s'ils résident hors des frontières nationales. Accessoires du nom et de l'identification familiale, la noblesse et les titres sont intégrés au statut personnel. Si la législation du pays où il réside le permet, un noble belge peut en faire usage dans celui-ci, en se pliant, le cas échéant, aux formalités qui seraient requises. En d'autres termes, l'institution nobiliaire doit être compatible avec l'ordre public du pays de résidence. Des législations étrangères prohibent la noblesse et les titres nobiliaires, et on ne peut dès lors en faire mention dans un acte public. Certaines même en pénalisent l'usage, en toutes circonstances. On citera comme exemples : les États-Unis et l'Autriche.
- Des nobles étrangers en Belgique

L'étranger possesseur d'un statut nobiliaire reconnu juridiquement dans son pays peut en faire usage en Belgique, pourvu qu'aucun privilège n'y soit attaché, ce qui serait contraire à l'ordre public belge. C'est à lui que revient, le cas échéant, la charge de la preuve de sa prétention. La répression prévue à l'article 230 du Code pénal contre le port public d'un faux titre de noblesse s'applique aux étrangers comme aux Belges. Cette précision a été apportée lors des travaux préparatoires de la-dite disposition. Celle-ci vise à la fois le respect du pouvoir régalien et la prévention des abus, même dénués d'intention lucrative, qui pourraient découler du prestige nobiliaire. Selon la doctrine, une fois la poursuite engagée par le ministère public, la nature spéciale du statut nobiliaire dont il a été fait usage renverse la charge de la preuve, qui incombe à celui qui y a prétendu.

## Organes

### Conseil de noblesse

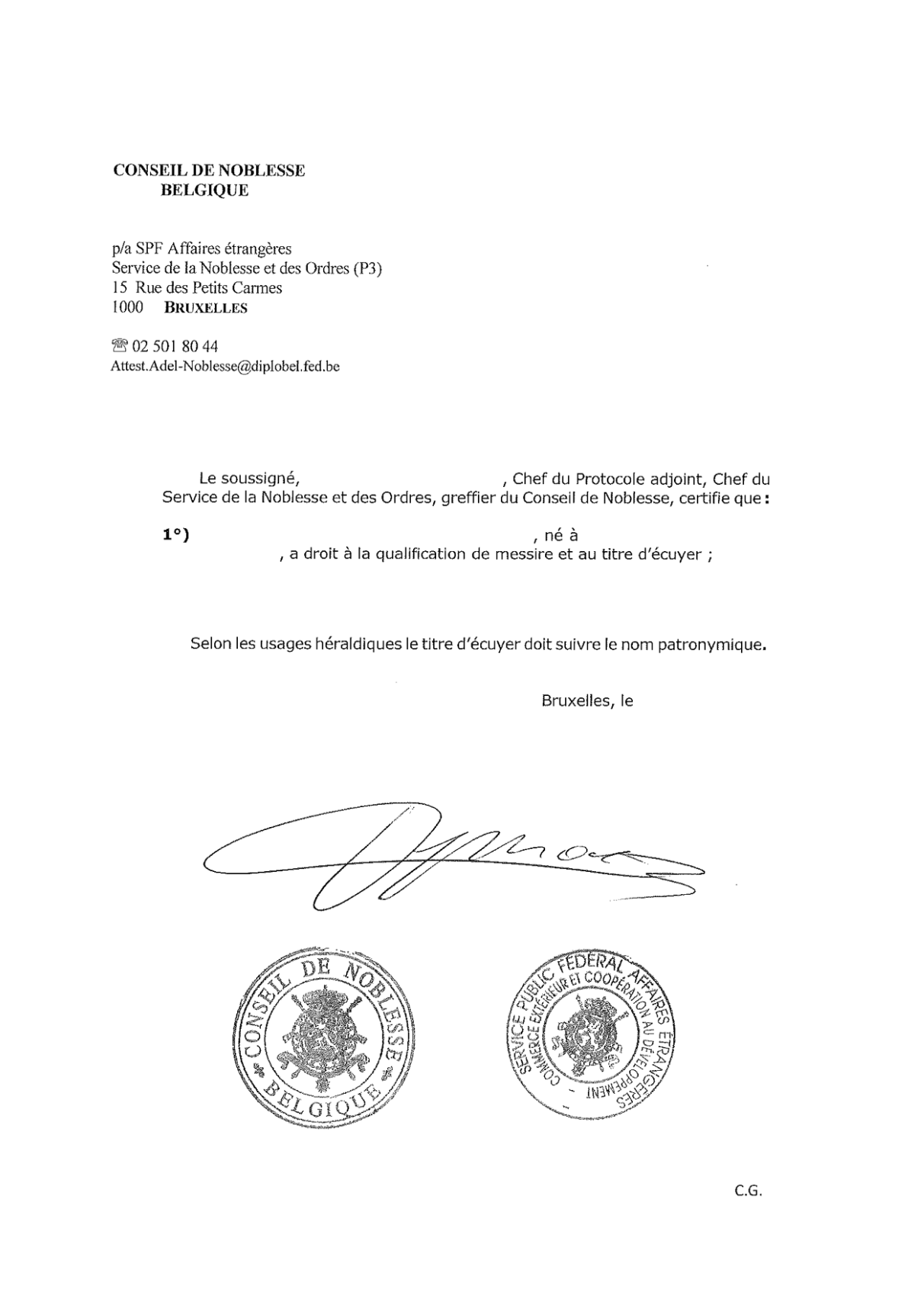
Attestation de noblesse, délivrée par le conseil de noblesse, permettant d'authentifier le droit à porter un titre de noblesse.

Le Conseil de noblesse, créé sous la tutelle du ministère des Affaires étrangères par un arrêté royal du 27 février 1996 remplace le Conseil héraldique de Belgique du 6 février 1844. Le Conseil de noblesse travail séparement de la Commission d'avis sur les concessions de faveurs nobiliaires et sur l'octroi de distinctions honorifiques de grade élevé. 
Le Conseil de noblesse gère les divers aspects de la condition nobiliaire en Belgique. Il collabore avec le service de la noblesse du ministère des Affaires étrangères qui se définit comme un secrétariat à son service.
Le Conseil de noblesse est également consulté par le ministère de la Justice « en matière de changement de nom patronymique ayant une connotation nobiliaire ». Cette notion est basée sur la coutume et l'interprétation populaire : contrairement à d'autres pays, il n'existe pas en Belgique de définition légale de ce qui serait un signe nobiliaire dans un nom.
Le Conseil est composé de huit membres au minimum et de douze au maximum, ayant voix délibérative, la moitié d'expression française et la moitié d'expression néerlandaise, et d'un greffier ayant voix consultative, tous nommés et révocables par Arrêté royal par le roi, sur la proposition du ministre. Les membres sont nommés pour une période de quatre ans. Le Conseil est présidé alternativement par un membre d'expression française et par un membre d'expression néerlandaise, nommé par le roi, sur la proposition du ministre.
Le Conseil de noblesse est compétent pour les travaux suivants : 
1°) Le Conseil donne un avis au ministre avant que celui-ci ne présente au Roi un rapport, soit sur une demande de reconnaissance de noblesse d'ancien régime avant 1795 ou d'origine étrangère, soit sur une demande de réhabilitation de noblesse qui était déjà perdue par dérogeance avant 1795, soit sur une demande de changement d'armoiries introduite par des personnes appartenant à la noblesse belge ; 
2°) Le ministre adresse au Conseil une expédition des arrêtés par lesquels le roi accorde des faveurs nobiliaires, afin que le Conseil soumette des observations sur le projet de lettres patentes et les armoiries ; 
3°) Le Conseil tient le registre matricule de la noblesse. Il conserve copie des lettres patentes. Les inscriptions dans le registre matricule sont signées par le président et contresignées par le greffier ; 
4°) Le Conseil constate, à sa demande, l'état nobiliaire de toute personne appartenant à la noblesse belge ; 
5°) Le Conseil délivre des attestations de noblesse relatives aux prédicats, aux titres et à leur transmission. Il certifie la possession et l'usage des armoiries nobles. Ces attestations et certificats sont signés par le greffier.» ; 
6°) Le Conseil peut être entendu sur l'adoption de toute mesure relative au mode d'exécution de tous actes résultant de l'article 113 de la Constitution.

### Commission d'avis
Depuis le 10 février 2003, une seule commission est chargée de soumettre au roi une liste de noms de personnes éligibles à la suite de prestations exceptionnelles. Il s'agit de la Commission d'avis sur les concessions de faveurs nobiliaires et sur l'octroi de distinctions honorifiques de grade élevé. 
Cette commission d'avis fonctionne sous la responsabilité du Ministre des affaires étrangères. Le Ministre n'est nullement obligé de suivre la liste proposée par la commission d'avis. Le roi, par contre, a le droit constitutionel d'attribuer des faveurs nobiliaires en dehors de celles proposées par le Ministre des affaires étrangères (motu proprio). Le titre de comte concédé en 1999 aux barons Patrick, Raoul et Henri d'Udekem d'Acoz respectivement père et oncles paternels de Mathilde, épouse du roi Philippe, relèverait de ce droit, ainsi que l'anoblissement de Herman van Rompuy avec le titre de comte, et la concession du titre héréditaire de comte pour le baron Paul Buysse.
En pratique, le service du protocole du ministère des Affaires étrangères compte une cellule P3 chargée des questions relatives à la noblesse belge et les matières relatives aux Ordres nationaux. Elle agit comme secrétaire de la commission nommée plus haut ainsi que pour le Conseil de la noblesse belge.
Les douze membres de cette commission d'avis (six néerlandophones, six francophones en 2025) sont nommés par Arrêté royale pour une durée de quatre ans, une fois renouvelable. Lors de leur nomination, les membres sont classés dans le groupe linguistique français ou dans le groupe linguistique néerlandais.
Chaque année, la commission essaie d'établir d'une manière « équilibrée » une liste des éventuels bénéficiaires, en tenant compte de la langue, de la région, des activités professionnelles et du sexe des candidats. La commission d'avis ne  prononce pas d'avis sur les titres nobiliaires à conférer. La réalisation de cet équilibre peut être étalée sur plusieurs années.
Les noms des personnes à qui une faveur nobiliaire est conférée sont publiés chaque année au Moniteur, journal officiel de l'État belge, avant la Fête nationale belge.
Il est à de noter que, depuis 2018, le Roi n'a accordé que des faveurs et titres nobiliaires personnels pour les nouvelles faveurs nobiliaires. 

## Héraldique
L'héraldique est la science des armoiries et l'art de les figurer, elle varie selon les époques et l'histoire. En Belgique, l'héraldique s'est développée tôt ; le premier sceau belge à caractère héraldique parvenu jusqu'à nous date de 1162 ; c'est l'écu au lion du comte de Flandre, Philippe dit d'Alsace. L'avènement des armoiries a été, en fait, la conséquence du développement de l'armement défensif, perfectionné au cours des premières croisades : il  rendait le combattant méconnaissable, même pour ses propres soldats.

## Sociologie

### Vivre noblement

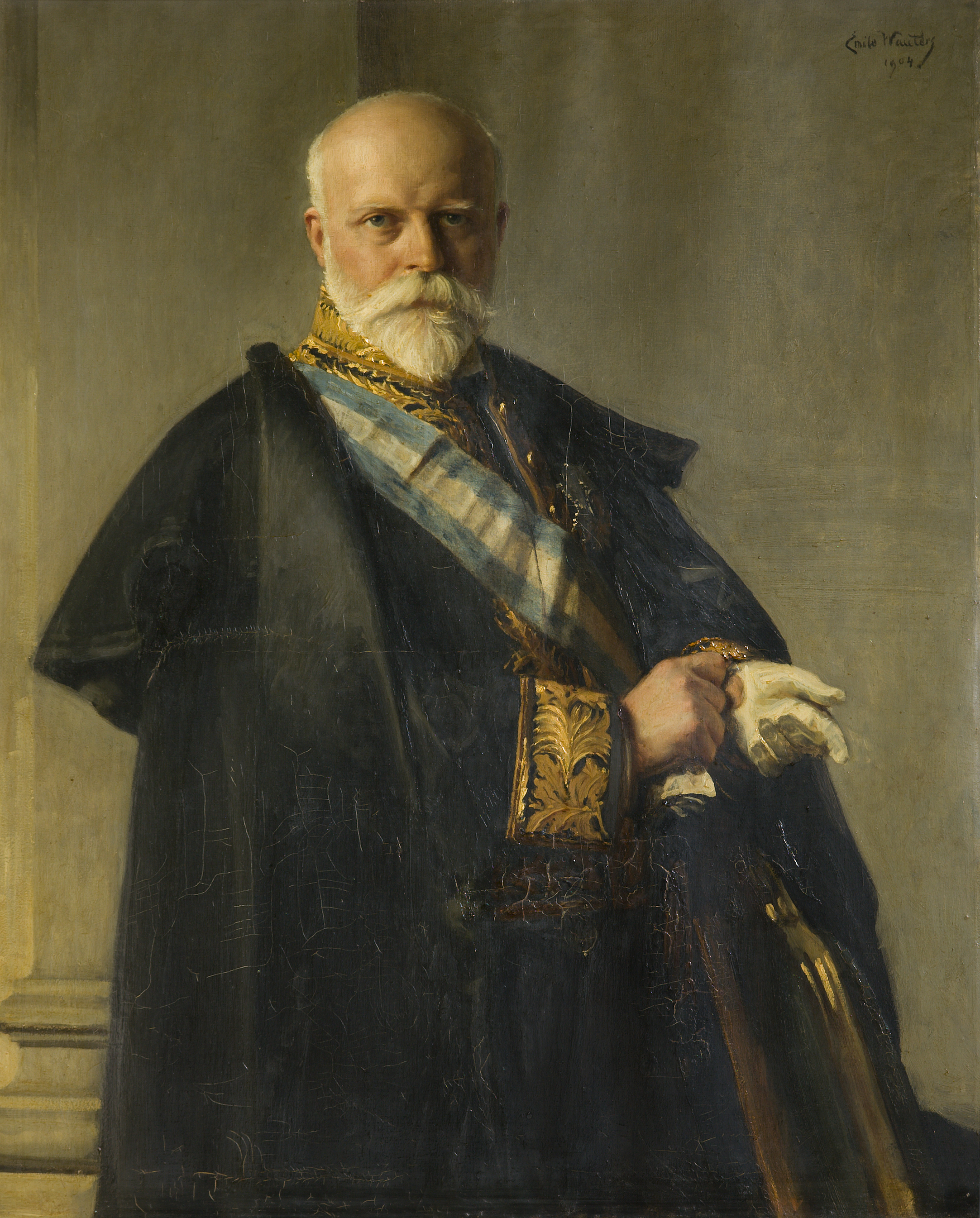
Joseph, 6e duc d'Ursel, il fut président du Sénat de 1899 à 1903.

La Belgique a la particularité d'être l'une des rares monarchies en Europe, avec le Royaume-uni et l'Espagne, à avoir conservé une politique d'anoblissement ; elle n'existe plus aux Pays-Bas, Danemark ou Suède. À la naissance de la Belgique au XIXe siècle, dans un régime censitaire, les hautes responsabilités politiques étaient très attractives pour la noblesse belge ; l'introduction du suffrage universel bouleversera l'arène politique et beaucoup se tourneront vers le secteur privé. Ce fut une révolution dans le mode de vie des nobles, car depuis le XVIe siècle, un noble n'exerce pas d'activité commerciale ou lucrative mais se devait d'être au service de l'État. D'ailleurs, au XVIIe siècle, les fonctions publiques les plus élevées dans l'administration, étaient des charges anoblissantes.
Dans le passé, l’habitat des nobles se caractérisait par la place réservée aux lieux de réception et à la domesticité. Recevoir et se faire servir étaient inhérent au style de vie traditionnel de l’aristocratie. L’abandon du château familial et de l’hôtel particulier illustre la fin d’une époque. Installée en appartement ou dans une villa, la noblesse bruxelloise s’est en majorité ralliée au confort moderne, sans abandonner pour autant sa prédilection pour le haut de la ville. Les beaux quartiers actuels se situent dans le prolongement des bonnes adresses d’antan.
La noblesse belge dit d'elle-même que son état implique surtout des obligations. Les nobles défendent et maintiennent à l'honneur des valeurs morales traditionnelles. Ces valeurs sont la religion, la famille, le Roi, la Patrie, et le souci du bien public. En outre ils prônent comme valeurs éthiques : honnêteté, fidélité et respect de la parole donnée, sens du devoir, aide au prochain en commençant par les membres de la famille, respect de l'héritage moral et matériel transmis par les parents et les ancêtres. Pour honorer les faveurs nobiliaires acquises ou héritées, et pour en rester dignes, les nobles doivent tendre vers l'excellence. Cette perspective demande aussi que le noble adopte une attitude de courtoisie et de modestie dans le comportement et dans les paroles.
Selon leur tempérament, les nobles pratiquent diverses activités ; elles sont devenues des traditions, comme la chasse. Ils ne sont chasseurs ni par besoin, ni par goût du lucre. Toujours sportive, la chasse aristocratique peut être mondaine, mais elle n’est jamais commerciale. Beaucoup de journées de chasse allient le sport aux mondanités et se terminent par un dîner de grand style.
Depuis, le profil de la noblesse s’est profondément modifié. Dans la Belgique multiculturelle et fédérale d’aujourd’hui, de nombreux nobles sont bilingues ou même trilingues. L'ancienne opposition entre catholiques et libres penseurs s'est diluée ; les contacts entre nobles et bourgeois en ont été facilités. De même, la reconversion professionnelle des rentiers de jadis a facilité le rapprochement des élites. Tous ou presque ont abandonné leurs hôtels particuliers et leurs châteaux, au profit d’un appartement en ville ou d’une villa cossue dans les beaux quartiers de la banlieue. Depuis un certain temps déjà, les nobles engagent indifféremment leurs fils et leurs filles à poursuivre des études supérieures.

### La noblesse, le gant de l’économie
Les familles nobles belges se sont adaptées à l’époque moderne, elles sont très actives dans le monde des affaires. Qu’ils soient chefs d’entreprise ou rentiers, beaucoup de nobles se retrouvent parmi les plus grosses fortunes de Belgique. 11 % de familles nobles font partie des 500 familles les plus riches de Belgique et ces 54 familles détiennent 79,8 milliards €, soit 56 % de la fortune totale des 500 familles les plus riches. Parmi elles, on retrouve les familles : de Spoelberch, de Mevius, d'Arenberg, du Monceau de Bergendal,...
Ce qui a permis à la noblesse de rester le « gant de l’économie », selon Paul Janssens, c’est d’abord la mutation des placements immobiliers réinvestis en valeur mobilière ; aujourd’hui, la terre rapporte peu, même si elle reste une valeur sûre ; beaucoup ont vendu leurs grandes propriétés pour des placements financiers. Ensuite, le début du XXe siècle a vu apparaître des mariages arrangés entre des familles nobles dont la fortune déclinait, et des familles de grands industriels belges. Pour terminer, le renouvellement continu de la noblesse par les anoblissements des grands patrons d’industrie, a permis à ces familles bourgeoises d’intégrer la noblesse, à l’instar des familles : Boël, Vaxelaire, Janssen, Empain,...
Depuis la fin du régime de la primogéniture, la noblesse foncière belge a vu ses grandes propriétés se morceler. Il reste quelques domaines de plus de 1 000 hectares, aux mains de grandes familles pour la plupart nobles ou anoblies. Une partie importante des grosses propriétés mixtes, associant cultures et forêts, appartiennent à des familles nobles ou anoblies. Elles appartiennent le plus souvent aux premières par tradition, les descendants des familles patriciennes ayant hérité de ce qu’il restait des vastes domaines de l’Ancien régime ; elles appartiennent le plus souvent aux secondes parce que leurs représentants ont soit cherché à acquérir le même prestige que celui associé aux nobles de naissance, soit construit un portefeuille foncier en complément de leurs activités industrielles. Appartiennent ainsi au genre la famille Geriche d’Herwinnen, à Maransart (Céroux-Mousty), les Dorlodot, à Vieusart, les Desclée de Maredsous et les Montpellier, dans la même localité, les Dumont de Chassart.
Plusieurs nobles, enfin, ont récemment redécouvert l’exploitation des terres. Soit forcés, contraints par une conjoncture économique difficile, soit mus par un véritable attrait pour l’agronomie, ces « gentlemen farmers » du XXIe siècle ont décidé de cultiver leurs champs et exploiter leurs forêts. Ces fermiers d’un nouveau type surgissent en nombre dans le Brabant wallon.

### Protocole
L'usage des formules protocolaires, éditées ci-dessous, peut être conseillé dans la correspondance officielle, sans entraîner aucune rigueur d'emploi. L'utilisation de la 3e personne peut exprimer la déférence, elle n'est pas obligatoire en Belgique et tend à disparaître.
| Adresse | Courtoisie | Appel                                                                                           | Traitement                                                  | Observations |
| --- | --- | ----------------------------------------------------------------------------------------------- | ----------------------------------------------------------- | --- |
| S.A.I. et R. l’Archiduc/Archiduchesse S.A.R. le Prince/Princesse                                                                      | Indifféremment pour les messieurs et les dames : Je vous prie « Votre Altesse Impériale et Royale » (ou « Votre Altesse Royale ») d'agréer l'expression (ou : l'assurance) de ma très haute considération (ou : Veuillez agréer, Monseigneur (Madame), l'expression...)                                 | Monseigneur Madame                                                                              | Votre Altesse Impériale et Royale Votre Altesse Royale      | Dans le corps de la lettre : employer la 3e personne et le traitement ou, selon le degré d'intimité, la 2e personne du pluriel et l'appel                                                              |
| S.A.S. le Prince/Princesse S.A. le Prince/Princesse Au Prince/Princesse                                                               | Indifféremment pour les messieurs et les dames : Je vous prie « Votre Altesse Sérénissime » (ou « Votre Altesse ») d'agréer l'expression de ma haute considération (ou : Veuillez agréer, Prince/Princesse, l'expression...) Veuillez agréer, Prince/Princesse, l'expression de ma haute considération. | Prince Princesse                                                                                | Votre Altesse Sérénissime Votre Altesse Identique à l'appel | Dans le corps de la lettre : employer la 3e personne et le traitement ou, selon le degré d'intimité, la 2e personne du pluriel et l'appel                                                              |
| Monsieur/Madame le Duc/Duchesse le Marquis/Marquise le Comte/Comtesse le Vicomte/Vicomtesse le Baron/Baronne le Chevalier ..., écuyer | Veuillez agréer, Monsieur le Duc/Madame la Duchesse (ou : Monsieur le Marquis/Madame la Marquise, etc.) l'expression de ma considération très distinguée. | Duc/Duchesse Marquis/Marquise Comte/Comtesse Vicomte/Vicomtesse Baron/Baronne Chevalier Messire | Identique à l'appel                                         | Dans le corps de la lettre : employer la 2e personne du pluriel et l'appel. N.B: on ne donne pas le traitement d'écuyer. Son équivalent en néerlandais « Jonkheer » se donne dans l'adresse seulement. |

### Ouvrages
- Paul Janssens, De la noblesse médiévale à la noblesse moderne, Gand, Ghent University, 2008.
- Pierre Gérard, Histoire de la législation nobiliaire, Bruxelles, A. Vandale, 1846 - (en ligne)
- Baudouin d'Ursel, Le Droit nobiliaire et le Conseil héraldique (1844-1994) : Noblesse et titres de noblesse, Bruxelles, Larcier, 1994 (ISBN 2804400956)
- Emile Huyttens, Discussions du Congrès national de Belgique, Bruxelles, Adolphe Wahlen et Cie, 1844 - (online)
- Paul De Win, Het Adelsrecht en de Raad van Adel (1844-1994) - « De overgang van adeldom en adellijke titels volgens het vigerend adelsrecht in België», Bruxelles, Larcier, 1994 (ISBN 2804400956)
- Paul De Win, Het Adelsrecht en de Raad van Adel (1844-1994) - « Adelbrieven en de procedure van het 'lichten van open brieven'», Bruxelles, Larcier, 1994 (ISBN 2804400956)
- Paul de Pessemier 's Gravendries, Noblesse en Flandre. Passé, présent et avenir, Gent, Borgerhoff & Lamberigts., 1994
- Paul Janssens, La vie de cour, la noblesse et la chasse, Gand, Université de Gand, 2007, p. 150-163 - (online)
- Chevalier le Pal de Sécheval, Le Droit nobiliaire et le Conseil héraldique (1844-1994) - « Noblesse et Nationalité », Bruxelles, Larcier, 1994 (ISBN 2804400956)
- Luc Duerloo, Het Adelsrecht en de Raad van Adel (1844-1994) - « Adelserkenning en -rehabilitatie », Bruxelles, Larcier, 1994 (ISBN 2804400956)
- Xavier de Ghellinck, C.I.L.A.N.E. : Aperçu historique sur la noblesse de Belgique, Madrid, AHFE, 1989 (ISBN 978-84-87204-07-4) - (online)
- Otto Schutte, C.I.L.A.N.E. : La noblesse des Pays-Bas, Madrid, AHFE, 1999 (ISBN 978-84-87204-07-4) - (online)
- Marnix Van Damme, Adel, Bruxelles, Wolters Kluwer, 1984 (ISBN 978-90-64392-92-4)
- Henri Bosly, Les infractions : L’usurpation de titres de noblesse, Bruxelles, Larcier, 2012 (ISBN 978-2-8044-5414-2)
- Serge Quoidbach, Noblesse is business, Bruxelles, Racine, 2017 (ISBN 978-2-39025-005-0) - (online)
- Gian-Franco Raneri, Les infractions : Les infractions contre la foi publique, vol. 4, Bruxelles, Larcier, 2012 (ISBN 978-2-8044-5414-2), p. 437-443
- Cour d'appel de Bruxelles, Statut de la personne, identification de la personne: Titre de noblesse -Transmissibilité du titre conformément aux lettres patentes - Absence de discrimination, 3 décembre 2009 (lire en ligne), R.T.D.F.,2010/3 - 5 octobre 2010, p. 852-859
- Conseil d'Etat, Arrêt no 68.704 du 7 octobre 1997, 7 octobre 1997 (lire en ligne)
- Belgique. « Arrêté royal
du 27 février 1996 instituant le Conseil de noblesse » [lire en ligne]
- Belgique. « Code pénal » [lire en ligne]
- Paul Janssens, L'évolution des valeurs familiales au sein de la noblesse belge, Gand, Université de Gand, 2006 - (online)
- Octave le Maire, docteur en droit, candidat en sciences morales et historiques, La situation légale de la noblesse ancienne en Belgique et dans les anciennes provinces belges annexées à la France, Bruxelles, 1970, 411 pages.
- Octave le Maire, docteur en droit, candidat en sciences morales et historiques, L'imprescribilité de l'ancienne noblesse et la dérogeance d'après la jurisprudence ancienne, seconde édition, Bruxelles, 1969, 87 pages.
- Blaise d'Ostende-à-Arlon, préface à Noblesse belge d'aujourd'hui, Les Cahiers nobles, no 31 et 32, Paris, 1967.
- Chevalier Braas (recteur honoraire de l'université de Liège, membre du Conseil héraldique), La législation nobiliaire en Belgique[N 10], Bruxelles, Établissements Émile Bruylant, 1960.
- Pandectes belges, LXVIII, Bruxelles, 1901, v° Noblesse, col. 123-288 (étude écrite par Alfred De Ridder, et rééditée La noblesse en Belgique. Étude juridique, Bruxelles, 1901)[N 11]
- Léon Arendt et Alfred De Ridder, Législation héraldique de la Belgique 1595 - 1895. Jurisprudence du Conseil Héraldique 1844 - 1895, Société belge de librairie, 1896, 462 pages. - (online)
- Charles-Eric Clesse, Liste civile et dotations royales. Droit nobiliaire, Répertoire pratique de droit belge, Bruxelles, Larcier, 2020.
- Jules Bosmans, Traité d'héraldique belge, Bruxelles, Chaussée de Mons, 1890 (ISBN 978-0-270158-17-5) - (online)
- Paul Janssens, Revue belge de Philologie et d'Histoire : Vivre noblement hier et aujourd'hui, Gand, Université de Gand, 2010, p. 337-348 - (en ligne)
- Raphaël Marion, La noblesse, une institution à réformer?Analyse approfondie de la procédure d'anoblissement et des discriminations en matière de transmission, Louvain-la-Neuve, UCLouvain, 2022 - (en ligne)

### Articles
- Michel Lauwers, « Les châteaux de la noblesse », L'Écho,‎ 16 mars 2017 (lire en ligne, consulté le 6 mars 2022).
- Michel Lauwers, « Les nobles concentrent 56% de la fortune des 500 Belges les plus riches », L'Écho,‎ 9 mars 2017 (lire en ligne, consulté le 6 mars 2022).
- Fabienne Pasau, « Etat des lieux de la noblesse aujourd'hui », RTBF,‎ 14 mars 2017 (lire en ligne, consulté le 6 mars 2022).
- Jean-Pierre Stroobants, « La noblesse belge en délire », Le Monde,‎ 25 janvier 2016 (lire en ligne, consulté le 6 mars 2022).